# احتلال الزور

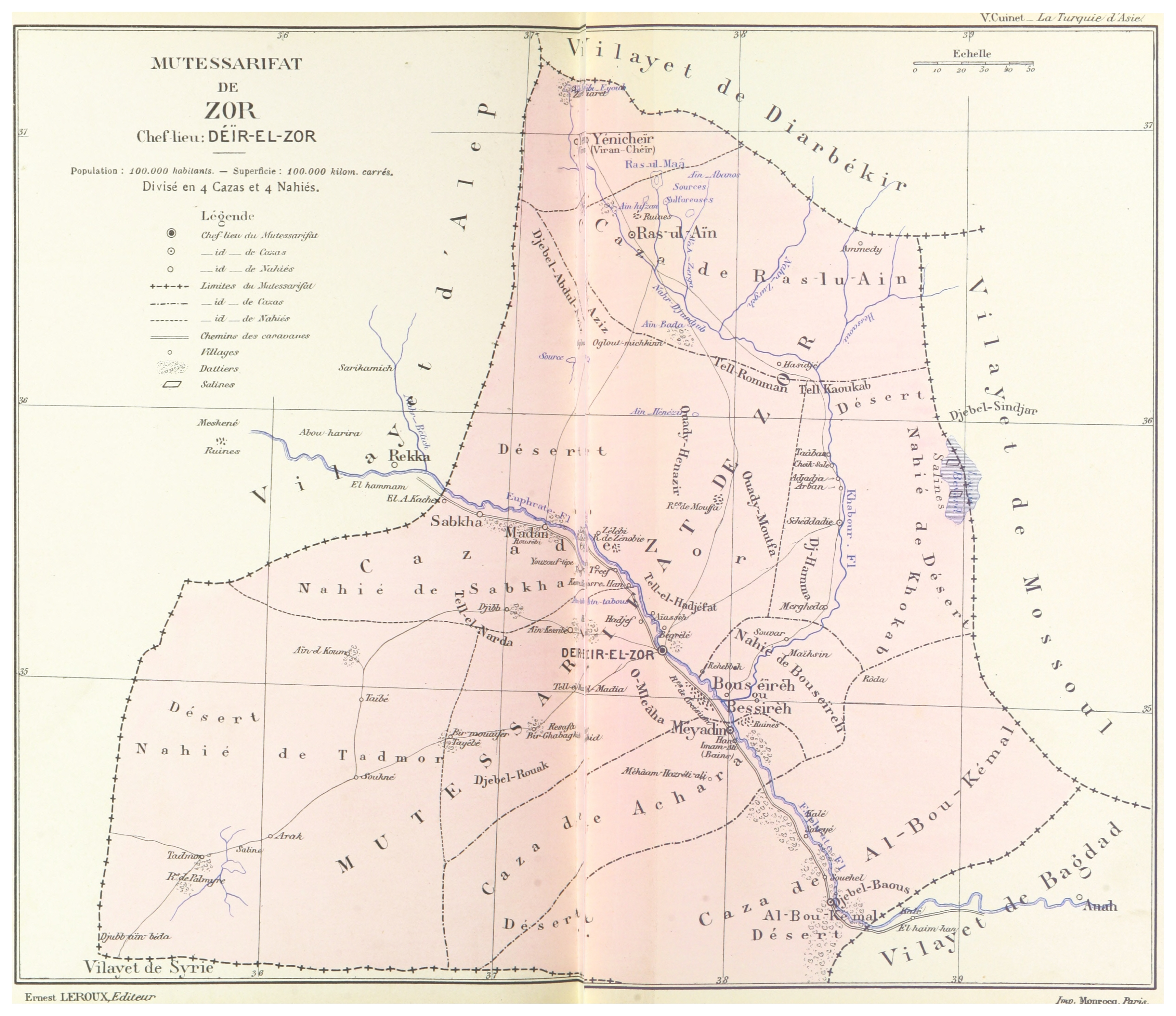
متصرفية الزور في الجزيرة الفراتيّة (أعالي بلاد الرافدين)، شرق سوريا العثمانيّة في 1892.

احتلال الزور هو الاسم الذي أُطلق على سيطرة عدد من الوطنيين العراقيين على سنجق الزور العثماني بعد الحرب العالميّة الأولى، وتحديدًا في الفترة من 1918 و1920.
كان هؤلاء الوطنيون يمثّلون الحكومة العربيّة في دمشق بقيادة الأمير فيصل. إلاّ أن خلافًا لنواياهم، ضَمِن الاحتلال الأوروبي للمنطقة أن تصبح جزءًا من الدولة المُشكَّلة حديثًا في سوريا، حيث تقع المنطقة ضمن الجزيرة الفراتيّة (أعالي بلاد الرافدين)، بين ما كان يُعرف بإدارة أراضي العدو المُحتلَّة في سوريا في الغرب والعراق (الذي احتلّته بريطانيا آنذاك، لاحقًا أُعلن الانتداب البريطاني فيه) في الشرق.
كان حكّام منطقة الزور المُحتلَّة بالترتيب هم: مرعي باشا الملاح ورمضان شلاش ومولود مخلص. كان الاثنان الأخيران أعضاءً في جمعية العهد.